# Distretto di Kuf Ab
Il distretto di Kuf Ab è una distretto dell'Afghanistan appartenente alla provincia di Badakhshan. Viene stimata una popolazione di 11 587 abitanti (stima 2016-17).